# Список персонажів «Battle Angel Alita»
Battle Angel Alita, або Gunnm (яп. 銃夢) — манґа та аніме-серіал про дівчину-кіборга Ґалі. У списку нижче перелічено основних персонажів аніме та манґи.

## Основні персонажі

### Ґалі
Ґалі (яп. ガリィ) — дівчинка-кіборг і професійний мисливець за злочинцями. Її реєстраційний номер мисливця — F33-405. Колись була врятована доктором Ідо, який шукав на смітнику запасні частини для кіборгів і випадково набрів на Ґалі. Зазвичай Ґалі носить плащ і рукавички і прагне не афішувати той факт, що вона кіборг. Має особливі генератори, що пускають блискавки, і можуть заряджати енергією кулаки перед ударом.
Згідно з OVA, Ґалі спочатку володіє великими бойовими можливостями, має невеликий зріст і виглядає дівчинкою 12-13 років. При цьому, в сцені пробудження, коли Ідо приніс дівчинку до себе, глядач може побачити повнорозмірне тіло кіборга-берсеркера без голови, деякі частини якого, можливо, були використані для лагодження Ґалі.
Згідно з манґою, Ґалі хоч і володіє Panzer Kunst, але спочатку не володіє серйозними бойовими можливостями. Проте після поразки в бою вона отримала від Ідо бойового кіборга-берсеркера, переробленого ним з чоловіка в жінку і створеного на основі загублених технологій. Отримавши нове тіло, Ґалі помітно додала в зрості і почала виглядати не дівчинкою-підлітком, а юною дівчиною приблизно сімнадцяти років.
Згідно з Джеймсом Кемероном, у його фільмі вона виглядатиме на 14 років: старше, ніж в OVA, і молодше, ніж в манзі після апгрейду.
Сейю: Мікі Іто

### Юґо
Юґо (яп. ユーゴ) — друг Ґалі, що мріє потрапити в Небесне Місто і готовий ради цього на будь-які злочини. Колись у нього був старший брат, що працював на фабриці. Коли Юґо було 10 років, брат побудував повітряну кулю і хотів дістатися до Небесного Міста, але був убитий, тому що дружина брата, спокусившись великою нагородою донесла на нього, і мисливець за головами відрубав брату спершу праву руку, а потім і голову. З тих пір головна мета життя Юґо — за всяку ціну дістатися до Небесного Міста. На згадку про убитого брата він наніс на свою праву руку кільцевий шрам, символ відрубаної руки. Веде подвійне життя, в одному з яких він — механік, що займається лагодженням різної некібернетичної техніки, а в іншому — злочинець, чия особа поки не встановлена і за чию голову призначена нагорода в 80 тисяч.
Сейю: Каппей Яамаґуті

### Дайсуке Ідо
Дайсуке Ідо (яп. イドダイスケ) — колишній громадянин Небесного Міста, що має на лобі знак Небесного Міста, і не вірить, що туди можна повернутися. Працює лікарем-хірургом, займається лагодженням кіборгів і багато чим допомагає фактично безкоштовно. Колись був одним з найкращих кібернетичних лікарів Салема, а нині підробляє мисливцем за головами.
Відправляючись на полювання, бере з собою дворучний кльовец з двометровою доладною рукояттю, схожий на молот з келепом. Насправді, тупа частина головки «молота» є не ударною частиною, а реактивним прискорювачем-підсилювачем удару, а удар завдається гострим, а не тупим кінцем. На полюванні замість звичайного халата лікаря надягає довгий чорний плащ з високим стоячим коміром і чорний капелюх з величезними полями. Має прізвисько «Док» — похідне від «доктор». Згідно з «GUNNM: Gaiden» утік з Салема за 8 років, до того як знайшов Ґалі.
Сейю: Сунсуке Карія

### Кірен
Кірен (яп. チレン) — колишня громадянка Небесного Міста з відповідним знаком на лобі, готова на все, щоб повернутися туди. Працює лікарем-хірургом і займається лагодженням кіборгів. Давно знайома з Ідо, якого називає «занепалим ангелом милосердя». Відношення до нього варіюється від дружнього до відверто ворожого (залежно від настрою), але в хвилини смутку вона роздивляється голограму, яку ховає у внутрішній кишені: на ній Кірен сфотографована разом з Ідо. Втім, це справа минулого, а зараз Кірен — коханка Вектора, який обіцяв їй допомогти повернутися в Небесне Місто. У неї ж лагодяться гладіатори Вектора, а також колишній гладіатор (а нині розшукуваний злочинець) Гурюсіка.
Сейю: Мамі Кояма

### Запан
Запан (яп. ザパン) — персонаж, неважливий в аніме, але грає ключову роль в розвитку сюжету манги. Це мисливець за головами, що володіє кібернетичним тілом бойової моделі з живим обличчям. Його реєстраційний номер мисливця — F44-269. Відрізняється, перш за все, нестриманістю, а також легко впадає в лють.
Життя його можна поділити на 3 етапи:
Перший етап: «життя панка і мисливця за головами». Спочатку Запан працював мисливцем за головами, як зброю носив довгий кривий меч. Коли виникала необхідність в маскуванні, він надягав великий японський капелюх і плащ. Улюбленою їжею Запана були бутерброди з довгої булочки — різновид хот-дога. Частенько заходив в бар «Канзас». На лобі мав татуїровку у вигляді хреста з трьох радіальних рисок і перевернутого знаку питання (крапка знаку питання знаходилася в центрі).
Що стосується цього життєвого етапу, то в аніме показаний лише один епізод, коли він влаштував пастку на злочинців, а туди потрапив Юґо. Крім того, в аніме Запана можна мигцем бачити в натовпі серед відвідувачів бару «Канзас», в сцені появи Гурюсіка. Життя панка і мисливця за головами закінчилося після того, як Запан і Ґалі побилися через оголошеного в розшук Юґо. Ґалі з одного удару знесла Запану його справжнє обличчя.
Другий етап: «життя з Сарою». Сара і Запан полюбили один одного і жили в одному наметі. Там же знаходилася похідна кухня, в якій вони готували суп для роздачі бездомним. Оскільки Сара була принциповим супротивником всякого насильства і була добра, як ангел, Запан намагався відповідати її високим ідеалами. Не зважаючи на те, що він старанно боровся зі своєю звичкою швидко впадати в лють, стриматися вдавалося не завжди. Втім, Сара завжди прощала подібні спалахи.
Третій етап: «життя ради помсти». Після нещасного випадку з Сарою, який відбувся через Запана (він побачив Ґалі по телевізору, пригадав, як вона знесла йому обличчя і впав в істерику), Запан вирішив помститися Ґалі. А також знов наніс на лоб своє знамените тату (знесене Ґалі разом з обличчям). Втім, оскільки Запан був сам винен в тому, що трапився, він вимушений ховатися від помсти батька Сари, знаменитого мисливця за головами, відомого як «Господар Собак». Господар Собак, Мурдок, під час полювання використовує собак-кіборгів.
У манзі Запан стає ключовим персонажем на третьому етапі життя.
Сейю: Кодзі Тотані

### Професор Нова
Професор Дісуті Нова (яп. ディスティ・ノヴァ) — божевільний вчений, що займається нанотехнологіями, а також жахливими експериментами. У цих експериментах, які він ставить і над живими людьми і кіборгами, йому допомагають асистентка Ілаї (яп. イーライ) та величезний громила Базарльд (яп. バーゼラルド)
Професор увів собі і своїм помічникам наномашини, багато разів прискорюючі процеси регенерації і загоюючі найстрашніші рани (аж до смертельних). Є колишнім громадянином Салема, що втік з раю (в порівнянні з життям звичайних людей, Салем дійсно схожий на рай) після того, як дізнався зворотну сторону цієї утопії. Що характерно, люди, які дізнаються правду, зазвичай сходять з розуму і потрапляють на лікування, Дісуті ж удалося втекти. Як і всі, хто успішно покинув Верхнє місто, він довгий час не викликав особливого інтересу з боку Салема і жив буквально в його тіні (Скрабі, на який падає тінь Салема). Потім його успіхи в нанотехнологіях привернули до себе пильну увагу спецслужб Салема, і за ним почали полювання.